# Frente de Desarrollo Democrático
El Frente de Desarrollo Democrático (en tetun: Frenti Dezenvolvimentu Democratiku; en portugués: Frente de Desenvolvimento Democrático), abreviado como FDD, fue una coalición política de Timor Oriental que se creó para las elecciones parlamentarias de 2018. Fue fundada el 11 de diciembre de 2017 y disuelta el 18 de junio de 2018. El presidente del FDD era António de Sá Benevides, quien también era presidente del Partido Unido para el Desarrollo y la Democracia (PUDD). El presidente del consejo político nacional del FDD era Agustinho Gomes, vicepresidente del Konsórsiu Nasionál Timorense (CNT) y director de la empresa constructora Tinolina.
Los partidos fundadores de la alianza fueron el PUDD, el Frenti-Mudança, la Unión Democrática Timorense y el Partido del Desarrollo Nacional, todos los cuales habían fracasado en obtener representación parlamentaria en las elecciones de 2017. El Partido Republicano se unió al FDD el 22 de diciembre, pero abandonó la alianza el 27 de febrero de 2018. En los elecciones parlamentarias anticipadas de mayo, el FDD logró el 5,49% de los votos, ubicándose como cuarta fuerza y accediendo al Parlamento Nacional con 3 escaños, ocupados por António de Sá Benevides (PUDD), Gilman Exposto dos Santos (UDT) e Isabel Maria Barreto Freitas Ximenes (Frenti-Mudança).
El 14 de junio de 2018, Ximenes fue elegido Primer Vicesecretario de la Presidencia Parlamentaria. Benevides boicoteó la votación junto con los diputados de los partidos de oposición FRETILIN y PD , ya que los demás puestos de la presidencia parlamentaria recaían exclusivamente en representantes de la coalición gobernante Alianza para el Cambio y el Progreso. Ximenes contó con el apoyo de su colega del segundo grupo, Santos. El desacuerdo sobre la legalidad de las elecciones presidenciales provocó una ruptura en el seno del FDD y la disolución de la alianza el 17 de junio.